# Jean-Marc Vittori
Pour les articles homonymes, voir Vittori.
Jean-Marc Vittori est un journaliste de presse économique né en 1958. Il est éditorialiste et chroniqueur au journal Les Échos depuis 2003.

## Études
Diplômé de Sciences Po Paris, il est titulaire d'une maîtrise en sciences économiques de l'université Paris I Panthéon-Sorbonne.

## Carrière
Après avoir collaboré aux magazines Challenges, L'Expansion (dont il dirige la rédaction en 2001-2002) et Le Nouvel Économiste, il est devenu en 2003 éditorialiste chroniqueur du journal économique Les Échos. Il intervient également sur BFM Business et France Inter.
Jean-Marc Vittori est membre du comité directeur de l'Association française de science économique et du conseil scientifique des Journées de l'Economie.

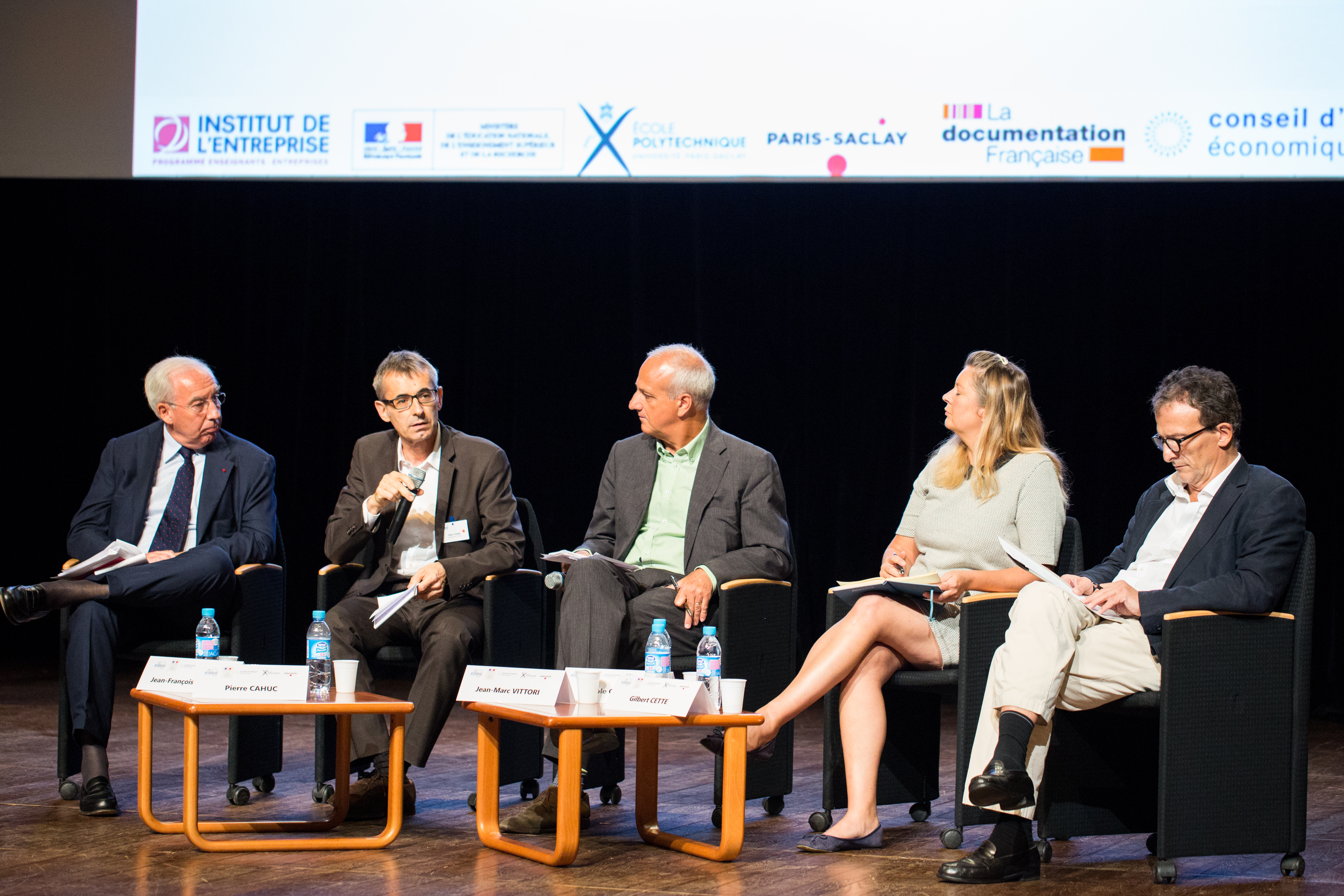
Jean-Marc Vittori (au centre), journaliste français

## Ouvrages
- Dictionnaire d'économie à l'usage des non-économistes, Paris, Grasset, 2008, 419 p.  (ISBN 978-2-246-72201-4)
- L'effet sablier, Paris, Grasset, 2009, 115 p.  (ISBN 978-2-246-75541-8) [sur les classes sociales et les conditions économiques dans la France de la fin du 20e siècle]
- Pour une gouvernance mondiale, Paris, Autrement, 2010, 97 p.  (ISBN 978-2-7467-1452-6)
- Eco-graphiques, 50 graphiques pour regarder l'économie autrement, Paris, Eyrolles, 2014, 146 p.  (ISBN 978-2-212-55977-4)